# Udenheim
Udenheim település Németországban, Rajna-vidék-Pfalz tartományban. Lakosainak száma 1290 fő (2023. december 31.).

## Népesség
A település népességének változása:
| Lakosok száma | 818  | 1376 | 1346 | 1345 | 1317 | 1312 | 1290 |
|               | 1975 | 2010 | 2017 | 2019 | 2021 | 2022 | 2023 |